# Billiken

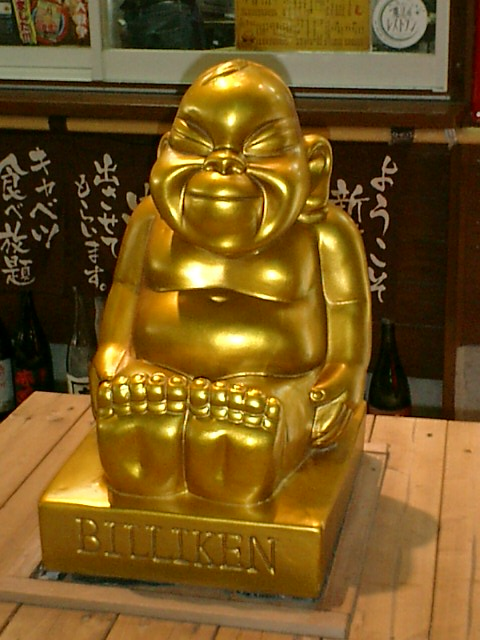
Billiken in Shinsekai, Ōsaka

Das Billiken ist ein Glücksbringer in Form einer Puppe oder Statue, die zwar in den USA erfunden, aber deutliche Anklänge an ostasiatische Glücksgottheiten aufweist. Das Billiken wird normalerweise als groteske menschliche Figur dargestellt, die mit nach vorn gestreckten Füßen sitzt, ein verschmitztes Lächeln zeigt und spitz zulaufende Ohren hat.

## Vorbilder
Vorbilder des Billiken sind verschiedene ostasiatische Gottheiten, wie der chinesische Gott des Glücks Fuk, der chinesische Glücksbuddha Mi-lo fo oder der japanische Bodhidharma.

## Ursprung

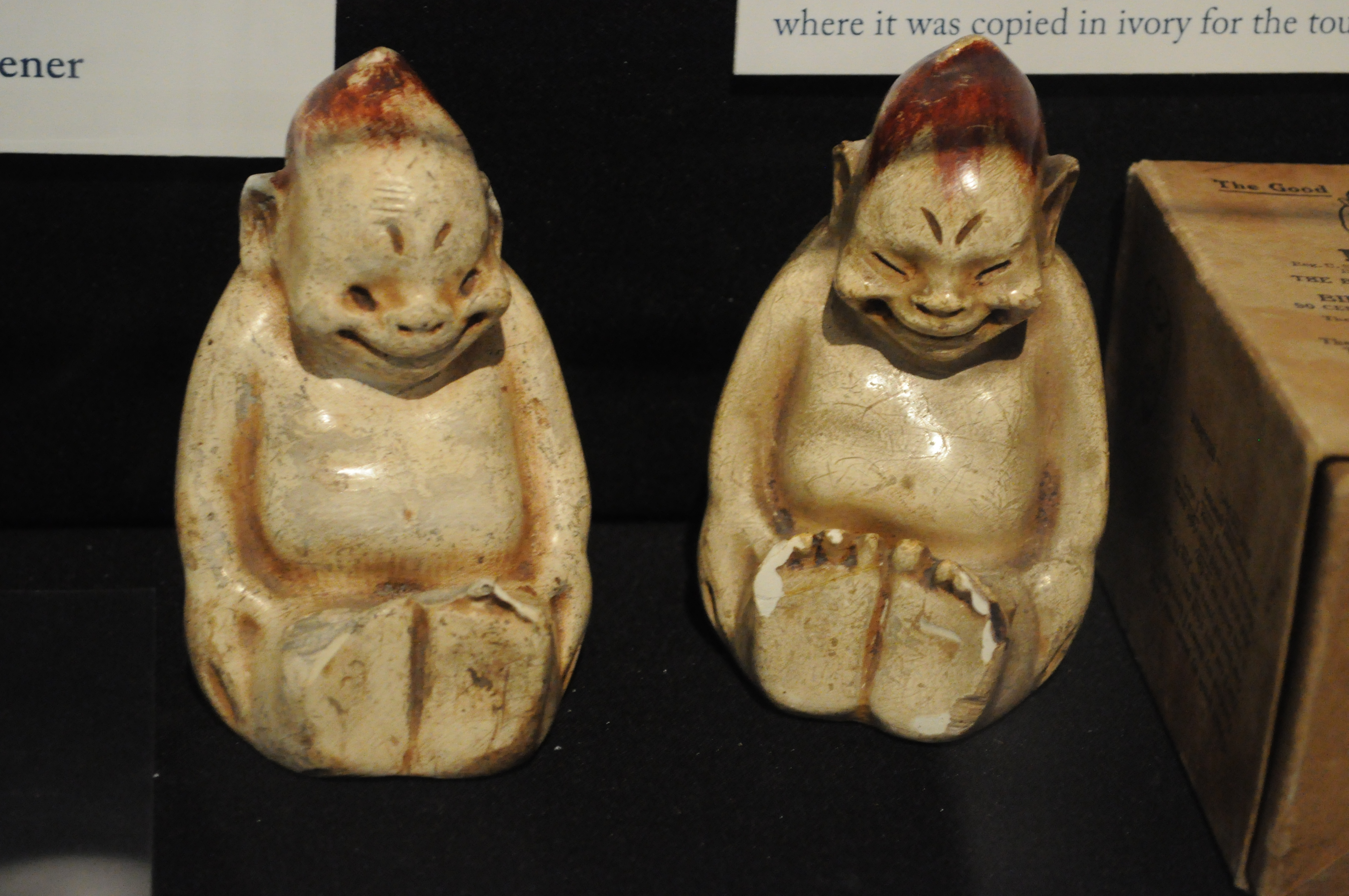
Zwei Billiken aus dem Jahr 1909

Die US-amerikanische Kunsterzieherin und Illustratorin Florence Pretz ließ sich am 8. Oktober 1908 die Figur des Billiken patentieren, die ihr angeblich im Traum erschienen war. Pretz gestaltete das Billiken wohl nach dem chinesischen Joss oder einer anderen asiatischen Götterfigur. Möglicherweise übernahm sie den Namen für die Figur aus dem Gedicht Mr. Moon. A Song of the Little People von Bliss Carman und Richard Hovey, vielleicht aber wurde der Name auch gar nicht von Pretz gewählt, sondern von einem der späteren Hersteller der Figur. Ab 1909 wurden die Puppen, die ihren Käufern angeblich Glück brachten, verkauft; in den ersten sechs Monaten der Produktion wurden bereits 200.000 Stück in den USA und Kanada verkauft. Produziert wurde das Billiken zunächst von der Horsman Company.
Ebenfalls 1909 wurde der erste Billiken-Song herausgegeben. Er trug den Titel The Billiken Man. Der Text stammte von E. Ray Goetz, die Musik von Melville J. Gideon. Eine Aufnahme dieses Songs mit Blanche Ring wurde von der Billiken Co. in Chicago vertrieben. Ein anderer Titel, eingespielt von dem Komiker Cal Stewart, trug den Titel Uncle Josh and the Billiken.
Bereits 1909 wurde das Billiken das Maskottchen der in Seattle abgehaltenen Alaska-Yukon-Pacific-Ausstellung.

## Billiken als Sportmaskottchen

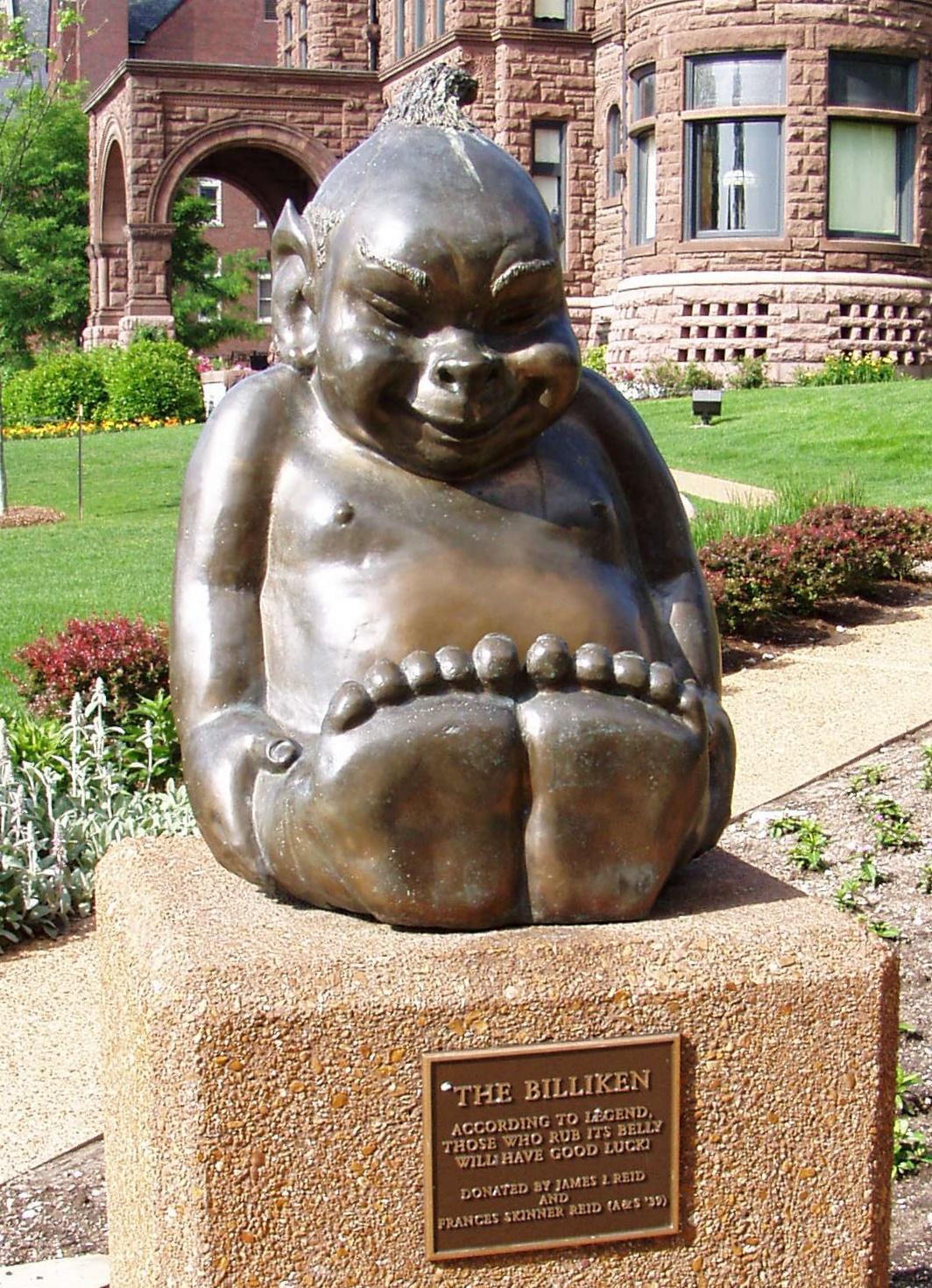
Billiken-Statue in Saint Louis

Das Billiken wurde um 1910 oder 1911 zum offiziellen Maskottchen der Sportler der Saint Louis University sowie der Saint Louis University High School. Vor der Chaifetz-Arena auf dem Campus der Universität ist eine Billiken-Statue zu finden, eine weitere auf dem der High School. Über die Entstehung der Verbindung zwischen Pretz’ Kunstfigur und den Sportmannschaften gibt es verschiedene Berichte; in der Regel wird jedoch eine Verbindung zwischen dem Trainer John Bender und dem grinsenden Billiken hergestellt. Bender wurde auch als Billiken karikiert und seine Sportler wurden als „Bender’s Billikens“ bezeichnet.

## Billiken als Fliegermaskottchen
In Deutschland wurde das Billiken von den Fliegern um Jacob Goedecker auf dem Großen Sand bei Gonsenheim als Amulett benutzt. Carl Zuckmayer berichtete: „Die Piloten trugen lederne Anzüge, Sturzhelme und ein kleines, komisches Amulett in der Tasche, keinen Sankt Antonius, sondern den Gott Billiken – vermutlich von Fokker eingeführt –, einen dicken schwarzen Götzen, ohne den zu starten als sicheres Verhängnis galt.“
Aus dem Ersten Weltkrieg ist ein Foto von einer Kampfeinsitzerschule in Warschau bekannt, das ein Billiken auf dem Rumpf einer Fokker D.V zeigt. Das Billiken sollte wohl den Flugschüler bzw. dessen Flugzeug beschützen.

## Verballhornungen und Nachahmungen
Doppelfiguren mit den Inschriften „Billy can“ und „Billy can’t“, die eine mit glücklichem, entspanntem Lächeln, die andere mit unglücklichem Gesichtsausdruck, zeigen dem Billiken ähnelnde Figuren, die jedoch oft nicht flach auf dem Boden, sondern offenbar auf der Toilette sitzen. Gobbo wurde insbesondere Autofahrern zum Schutz vor Pannen empfohlen, Silligan als Gottheit des Lachens vermarktet. Rose O’Neil kreierte in Anlehnung an das Billiken weitere Puppengestalten, die sie sich 1909 patentieren ließ, darunter den Buddha Ho-Ho. Die Florentine Alabaster Co. in Chicago ließ sich im selben Jahr, in dem Pretz das Billiken patentieren ließ, eine Joss-Figur patentieren, die mitunter als Vorbild für die Billikens angesehen wird. Ray hält jedoch den umgekehrten Weg für wahrscheinlich. Während des Zweiten Weltkriegs wurden auch weibliche Billikens unter dem Namen Milliken und Billikens mit hochklappbarem Penis verkauft.
1910 kam eine philatelistische Zeitschrift mit dem Titel Billikin heraus. Während hier die Endsilbe bewusst verändert wurde – der Herausgeber hieß mit Nachnamen Kin –, gab es später zahlreiche unbeabsichtigte Falschschreibungen des Namens Billiken. So veröffentlichte etwa T. C. Lewellen 1958 eine Erzählung namens The Billikin Courier.
1911 wurde auf Honolulu The Royal Order of Jesters gegründet, der das Billiken zu seiner Symbolfigur machte. Nachdem die Herkunft dieser Symbolfigur über Jahre in Vergessenheit geraten war, wurden die Jesters auf Dorothy Jean Rays Forschungen aufmerksam und ließen sich schließlich ihren Billiken neu patentieren. Die Figur wird normalerweise mit grünen Glasaugen und rotem Glasnabel dargestellt.
Von 1920 bis 1946 erschien in Caracas die illustrierte Zeitschrift Billiken. 1929 wurde der Billiken Club for Chicago Children gegründet und Bud Billiken wurde der Schutzherr der schwarzen Kinder. Alljährlich wird seitdem eine Parade und ein Picknick veranstaltet.
In Fairbanks gibt es eine Billiken Lounge, in Seattle einen Billiken Ski Club und in Anchorage ist ein Theater nach dem Billiken benannt. Auch eine Kinderschuhmarke trägt den Namen Billiken. Bizarrerweise wurde ein Billiken auch als oberste Figur auf einem Totempfahl gezeigt, die 1966 eine Broschüre des Bureau of Indian Affairs zierte, und mehrere Billikens wurden auch in Büchern über die sibirischen Tschuktschen vorgestellt. Vermutlich wurden diese Figuren schon bald nach 1909 von Alaska nach Sibirien eingeführt. Der von Tschukotka stammende tschuktschische Schriftsteller Juri Rytcheu griff das Motiv der Billikens in seiner Erzählung Der Seelöwe auf.

## Nachwirkung in Japan

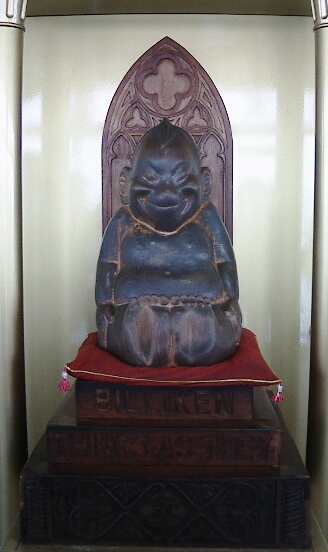
Billiken im Tsūtenkaku (Sende- und Aussichtsturm) in Ōsaka

Trotz der großen Stückzahlen sind nicht allzu viele Billikens aus der Frühzeit der Produktion erhalten geblieben. Der japanische Spielzeugsammler Teruhisa Kitahara löste durch einen Fernsehbericht über Billikens einen Billiken-Boom in Japan aus. Billiken-Statuen stehen in Ōsaka und in Tokio; ein Relief eines Billikens befindet sich im Vergnügungspark Namja Town in Tokyo. Ein Billiken-Film mit dem Titel Biriken wurde in Japan im Jahr 1996 von Sakamoto mit Norimichi Kasamatsu gedreht.

## Rays Forschungen
Die Anthropologin und Historikerin Dorothy Jean Ray veröffentlichte im September 1960 erstmals einen Aufsatz über das Billiken im Alaska Sportsman. Eine ausführlichere Abhandlung Rays über dasselbe Thema erschien 1974 im Alaska Journal. Ebenso berichtete sie in A Legacy of Arctic Art über das Billiken.

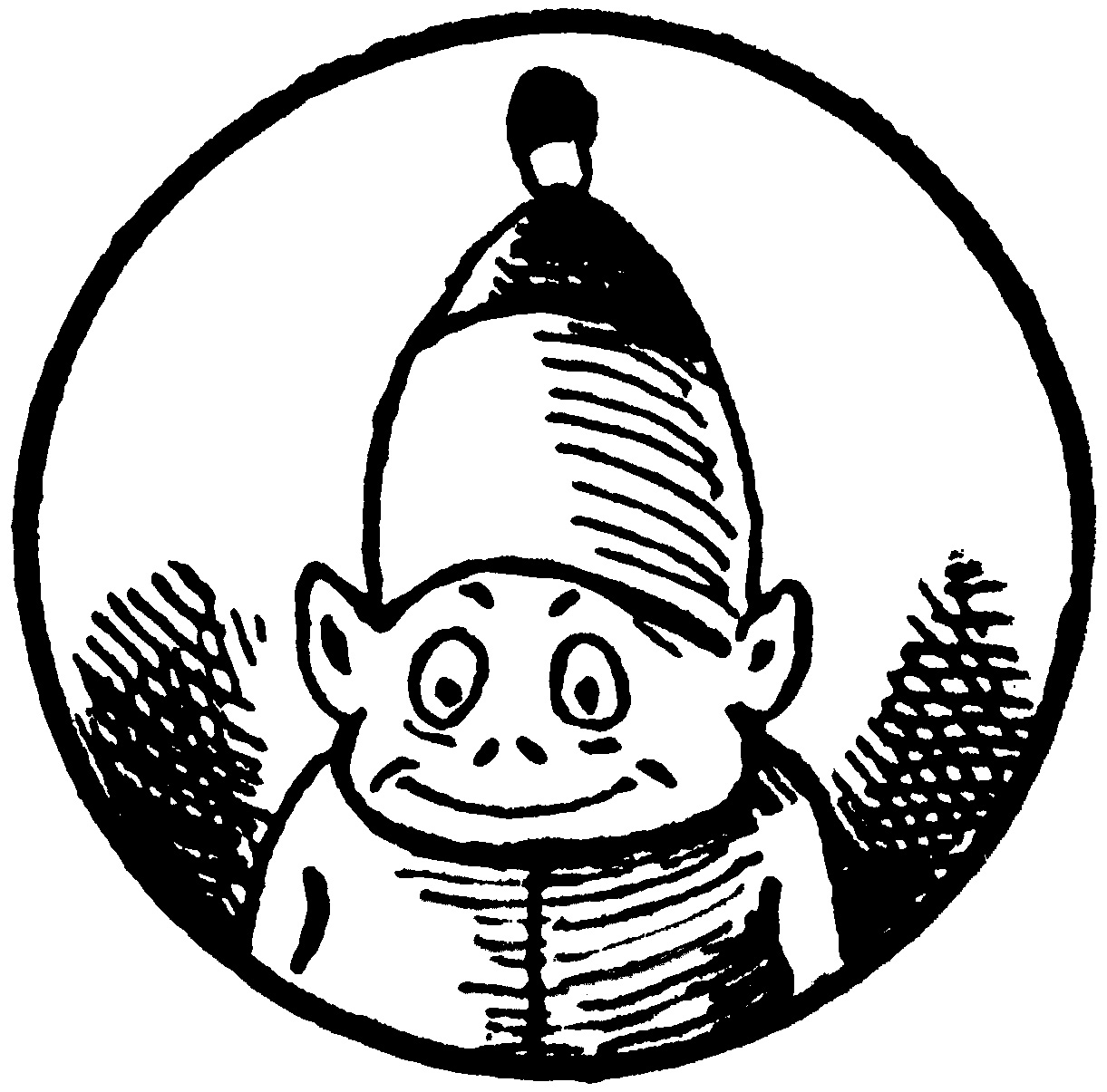
Brownie-Zeichnung von Palmer Cox

Ray stieß erstmals im Jahr 1945 auf die Billiken-Figuren, und zwar in Form von Elfenbeinschnitzereien, die in großen Mengen in Nome verkauft wurden. Damals wurde ihr erzählt, diese Figuren seien schon immer von den Eskimos hergestellt worden. Zehn Jahre später erfuhr sie, dass der Elfenbeinschnitzer Angokwazhuk 1909 erstmals einen Billiken in Nome geschnitzt hatte – und zwar auf Vorschlag eines Händlers hin. Angokwazhuk kopierte damals eine Figur, die aus den Vereinigten Staaten eingeführt worden war. Über die Patentnummer auf einem alten Billiken, den sie in einem Antiquitätengeschäft in Seattle entdeckte, konnte Ray die Verbindung zu Florence Pretz herstellen und nun endgültig nachweisen, dass die Billikens keineswegs originäre Eskimokunst waren. Ray untersuchte die Kinderbuchillustrationen Pretz’ und stellte eine Ähnlichkeit mit den von Palmer Cox im Jahr 1887 erfundenen Brownies fest.
Nicht zu den ursprünglich mit der Billiken-Figur verbreiteten Vorstellungen gehört laut Ray die Idee, dass die Figur zwar bereits Glück bringt, wenn man sie kauft, jedoch noch mehr, wenn sie verschenkt und am meisten, wenn sie gestohlen wird. Diese Vorstellung kam wohl erst im Nome der 1940er oder 1950er Jahre auf. In der Frühzeit wurde das Billiken oft in Kombination mit kleinen Gedichten über seine glückbringende Wirkung verkauft bzw. auf einem Beipackzettel wurde darauf hingewiesen, dass der Glücksbringer dem Besitzer nur für 100 Jahre und 100 Cents geliehen sei.

## Sonstiges
Billiken ist in Argentinien eine Jugendzeitschrift, deren Name auf die Billiken-Glücksbringer zurückgeht.